# Congochthonius nanus
Congochthonius nanus es una especie de arácnido  del orden
Pseudoscorpionida de la familia Chthoniidae.

## Distribución geográfica
Se encuentra en la República Democrática del Congo.